# محمد أباد (دشت سر)
محمد أباد (بالفارسية: محمدآباد) هي قرية تقع في إيران في قسم دشت سر الريفي. يقدر عدد سكانها بـ 84 نسمة .